# Conbalia colombiensis
Conbalia colombiensis är en insektsart som beskrevs av Nielson 1979. Conbalia colombiensis ingår i släktet Conbalia och familjen dvärgstritar. Inga underarter finns listade i Catalogue of Life.